# Fissidens gladiolus
Fissidens gladiolus är en bladmossart som beskrevs av Mitten 1860. Fissidens gladiolus ingår i släktet fickmossor, och familjen Fissidentaceae. Inga underarter finns listade i Catalogue of Life.